# Futura Volley Busto Arsizio 2012-2013
Questa voce raccoglie le informazioni riguardanti la Futura Volley Busto Arsizio nelle competizioni ufficiali della stagione 2012-2013.

## Stagione
La stagione 2012-2013 è, per la Futura Volley Busto Arsizio, la settima in Serie A1, la sesta consecutiva: la squadra continua ad essere sponsorizzata dalla Yamamay a cui si aggiunge anche il gruppo Unendo; rispetto alla formazione che aveva vinto il campionato nella stagione passata, cambiano pochi elementi: in particolare in attacco arrivano Margareta Kozuch, Juliann Faucette e Maren Brinker a sostituire le ceche Aneta Havlickova ed Helena Havelková, mentre al centro Chiara Dall'Ora viene sostituita da Valentina Arrighetti: al termine della stagione inoltre, per i play-off, viene anche ingaggiata Ana Grbac per l'infortunata Carli Lloyd.

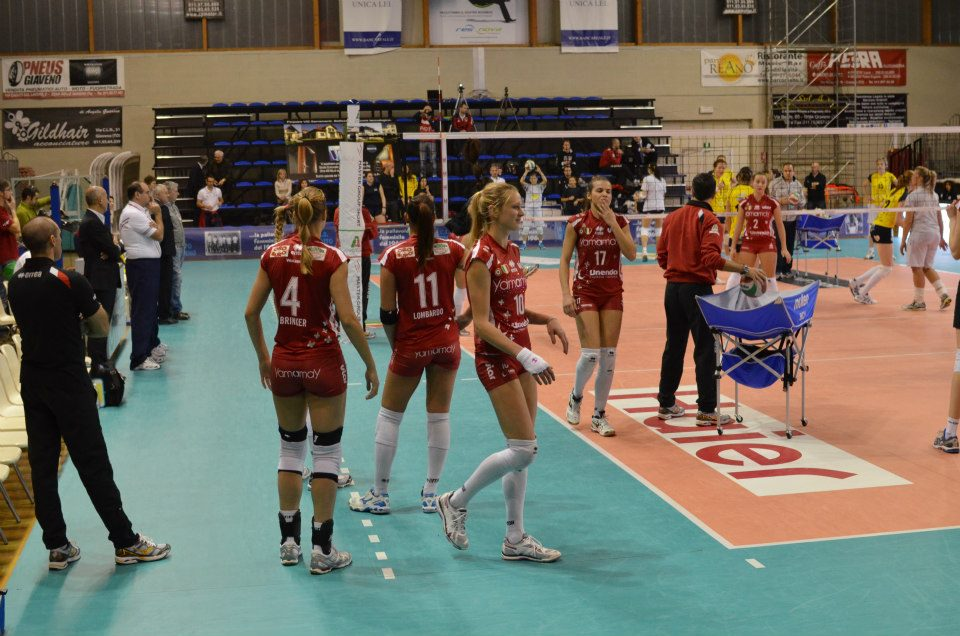
La squadra durante il riscaldamento

La prima sfida della stagione è la Supercoppa italiana: la squadra di Busto Arsizio partecipa per la prima volta alla competizione, sfidando il Gruppo Sportivo Oratorio Pallavolo Femminile Villa Cortese, contro la quale riesce ad ottenere una vittoria al tie-break e quindi ad aggiudicarsi il trofeo.
L'inizio in campionato è alquanto altalenante: dopo aver vinto la gara d'esordio contro la matricola Cuatto Volley Giaveno, subisce due sconfitte contro il Volley Bergamo ed il Robursport Volley Pesaro; tuttavia però inanella una serie di sei vittorie consecutive, che le permettono di guadagnare il primo posto al termine del girone di andata, qualificandosi quindi anche per la Coppa Italia. Anche il girone di ritorno è segnato esclusivamente da vittorie, eccetto un'unica sconfitta, al tie-break, contro il River Volley Piacenza: la Futura Volley conclude la stagione regolare al primo posto. Nei play-off scudetto, incontra nei quarti di finale la formazione di Giaveno, che supera in due gare, mentre nelle semifinali affronta l'Imoco Volley di Conegliano: dopo aver vinto gara 1, perde le due gare successive, venendo estromessa dalla corsa allo scudetto.
Nei quarti di finale di Coppa Italia, dopo aver perso la gara di andata contro l'Imoco Volley, vince quella di ritorno e grazie al miglior quoziente set si qualificata alla final-four di Assago: nelle semifinali incontra il GSO Villa Cortese, ma viene sconfitta per 3-2 e quindi eliminata.
La vittoria del campionato 2012-13 ha permesso alla Futura Volley di partecipare per la prima volta alla Champions League: nella fase a gironi vince quattro partite su sei disputate, perdendo le due uniche due gare contro il Galatasaray Spor Kulübü; il secondo posto nel girone consente la qualificazione ai play-off a 12, dove sfida le tedesche dello Schweriner Sportclub: la gara d'andata termina con una sconfitta al tie-break, mentre quella di ritorno con una vittoria per 3-1, a cui si aggiunge la vittoria del Golden Set, che permette la qualificazione ai play-off a 6. Così come successo nella fase precedente, anche in questa, la squadra bustocca riesce a vincere la gara di andata contro l'Azərreyl Voleybol Klubu, ma perde quella di ritorno: è tuttavia la vittoria al Golden Set a consegnare la qualificazione alla final-four di Istanbul: in semifinale il club italiano viene sconfitto per 3-2 dal Rabitə Bakı Voleybol Klubu, mentre nella finale per il terzo posto, supera, con lo stesso risultato, le padrone di casa del Galatasaray SK.

## Organigramma societario
Area direttiva
- Presidente: Michele Forte
- Presidente onorario: Raffaele Forte
- Direttore generale: Massimo Aldera
- Amministrazione: Milvia Testa

Area organizzativa
- Team manager: Enzo Barbaro
- Direttore sportivo: Giordano Polato
- Responsabile trasferte: Alberto Gallo

Area tecnica
- Allenatore: Carlo Parisi
- Allenatore in seconda: Massimo Dagioni
- Assistente allenatore: Mario Graziani
- Scout man: Marco Musso

Area comunicazione
- Ufficio stampa: Giorgio Ferrario
- Webmaster: Giorgio Ferrario
- Responsabile comunicazioni: Enzo Barbaro

Area sanitaria
- Medico: Nadia Brogioli
- Preparatore atletico: Ezio Bramard
- Fisioterapista: Michele Forte
- Massaggiatore: Marco Forte

## Rosa
| N° | Nome                 | Ruolo | Data di nascita  | Nazionalità sportiva |
| -- | -------------------- | ----- | ---------------- | -------------------- |
| 1  | Juliann Faucette     | S     | 25 novembre 1989 | Stati Uniti          |
| 2  | Ana Grbac            | P     | 23 marzo 1988    | Croazia              |
| 3  | Carli Lloyd          | P     | 6 agosto 1989    | Stati Uniti          |
| 4  | Maren Brinker        | S     | 10 luglio 1986   | Germania             |
| 6  | Giulia Leonardi      | L     | 1º dicembre 1987 | Italia               |
| 7  | Francesca Marcon     | S     | 9 luglio 1983    | Italia               |
| 8  | Christina Bauer      | C     | 1º gennaio 1988  | Francia              |
| 10 | Margareta Kozuch     | S/O   | 30 ottobre 1986  | Germania             |
| 11 | Gilda Lombardo       | S     | 2 luglio 1989    | Italia               |
| 13 | Valentina Arrighetti | C     | 26 gennaio 1985  | Italia               |
| 14 | Valeria Caracuta     | P     | 14 dicembre 1987 | Italia               |
| 17 | Giulia Pisani        | C     | 4 giugno 1992    | Italia               |
| 18 | Veronica Bisconti    | L     | 27 gennaio 1991  | Italia               |

## Mercato
| Acquisti | Acquisti             | Acquisti            | Acquisti   |
| R.       | Nome                 | da                  | Modalità   |
| -------- | -------------------- | ------------------- | ---------- |
| C        | Valentina Arrighetti | Bergamo             | definitivo |
| S        | Maren Brinker        | Robursport Pesaro   | definitivo |
| S        | Juliann Faucette     | Robur Tiboni Urbino | definitivo |
| P        | Ana Grbac            | Azərreyl            | definitivo |
| S/O      | Margareta Kozuch     | Atom Trefl Sopot    | definitivo |
| S        | Gilda Lombardo       | Busnago             | definitivo |

| Cessioni | Cessioni          | Cessioni         | Cessioni   |
| R.       | Nome              | a                | Modalità   |
| -------- | ----------------- | ---------------- | ---------- |
| C        | Chiara Dall'Ora   | Cuatto Giaveno   | definitivo |
| S        | Helena Havelková  | Dinamo Krasnodar | definitivo |
| S/O      | Aneta Havlíčková  | Lokomotiv Baku   | definitivo |
| S        | Silvia Lotti      | Verona           | definitivo |
| S        | Floortje Meijners | River            | definitivo |

## Risultati

### Serie A1

#### Girone di andata
| 1ª giornata - 20 ottobre 2012 PalaYamamay, Busto Arsizio  | Busto Arsizio       | 3 - 1 | Cuatto Giaveno | 22-25, 25-23, 25-20, 25-13        |
| 2ª giornata - 28 ottobre 2012 PalaNorda, Bergamo          | Bergamo             | 3 - 2 | Busto Arsizio  | 25-19, 20-25, 25-22, 20-25, 15-13 |
| 4ª giornata - 11 novembre 2012 PalaCampanara, Pesaro      | Robursport Pesaro   | 3 - 0 | Busto Arsizio  | 25-20, 25-21, 28-26               |
| 5ª giornata - 18 novembre 2012 PalaMondolce, Urbino       | Robur Tiboni Urbino | 1 - 3 | Busto Arsizio  | 17-25, 25-18, 18-25, 21-25        |
| 6ª giornata - 25 novembre 2012 PalaYamamay, Busto Arsizio | Busto Arsizio       | 3 - 0 | River          | 26-24, 25-19, 25-22               |
| 7ª giornata - 2 dicembre 2012 PalaRuffini, Torino         | Chieri Torino       | 1 - 3 | Busto Arsizio  | 20-25, 20-25, 25-18, 19-25        |
| 8ª giornata - 9 dicembre 2012 PalaYamamay, Busto Arsizio  | Busto Arsizio       | 3 - 1 | Villa Cortese  | 23-25, 29-27, 25-21, 25-20        |
| 9ª giornata - 16 dicembre 2012 PalaYamamay, Busto Arsizio | Busto Arsizio       | 3 - 0 | Forlì Bologna  | 25-15, 25-17, 25-14               |
| 10ª giornata - 22 dicembre 2012 PalaVerde, Villorba       | Imoco               | 0 - 3 | Busto Arsizio  | 19-25, 18-25, 18-25               |

#### Girone di ritorno
| 12ª giornata - 6 gennaio 2013 Palazzetto dello Sport, Giaveno | Cuatto Giaveno | 0 - 3 | Busto Arsizio       | 23-25, 21-25, 15-25               |
| 13ª giornata - 20 gennaio 2013 PalaYamamay, Busto Arsizio     | Busto Arsizio  | 3 - 1 | Bergamo             | 25-14, 22-25, 25-16, 25-19        |
| 15ª giornata - 9 febbraio 2013 PalaYamamay, Busto Arsizio     | Busto Arsizio  | 3 - 2 | Robursport Pesaro   | 22-25, 25-15, 25-23, 25-27, 15-13 |
| 16ª giornata - 17 febbraio 2013 PalaYamamay, Busto Arsizio    | Busto Arsizio  | 3 - 1 | Robur Tiboni Urbino | 25-15, 15-25, 29-27, 25-20        |
| 17ª giornata - 23 febbraio 2013 PalaBanca, Piacenza           | River          | 3 - 2 | Busto Arsizio       | 25-16, 21-25, 21-25, 25-12, 15-12 |
| 18ª giornata - 2 marzo 2013 PalaYamamay, Busto Arsizio        | Busto Arsizio  | 3 - 1 | Chieri Torino       | 25-14, 28-30, 25-17, 25-17        |
| 19ª giornata - 21 marzo 2013 PalaBorsani, Castellanza         | Villa Cortese  | 1 - 3 | Busto Arsizio       | 22-25, 25-10, 23-25, 24-26        |
| 20ª giornata - 24 marzo 2013 PalaDozza, Bologna               | Forlì Bologna  | 0 - 3 | Busto Arsizio       | 15-25, 21-25, 18-25               |
| 21ª giornata - 30 marzo 2013 PalaYamamay, Busto Arsizio       | Busto Arsizio  | 3 - 1 | Imoco               | 25-19, 27-25, 22-25, 29-27        |

#### Play-off scudetto
| Quarti di finale (gara 1) - 16 aprile 2013 PalaYamamay, Busto Arsizio | Busto Arsizio  | 3 - 0 | Cuatto Giaveno | 25-20, 25-21, 25-18        |
| Quarti di finale (gara 2) - 19 aprile 2013 PalaRuffini, Torino        | Cuatto Giaveno | 0 - 3 | Busto Arsizio  | 13-25, 16-25, 19-25        |
| Semifinali (gara 1) - 26 aprile 2013 PalaYamamay, Busto Arsizio       | Busto Arsizio  | 3 - 0 | Imoco          | 25-16, 25-23, 25-19        |
| Semifinali (gara 2) - 29 aprile 2013 PalaVerde, Villorba              | Imoco          | 3 - 1 | Busto Arsizio  | 25-18, 18-25, 25-22, 25-18 |
| Semifinali (gara 3) - 1º maggio 2013 PalaYamamay, Busto Arsizio       | Busto Arsizio  | 1 - 3 | Imoco          | 21-25, 13-25, 18-25        |

### Coppa Italia

#### Fase ad eliminazione diretta
| Quarti di finale (andata) - 9 gennaio 2013 PalaVerde, Villorba          | Imoco         | 3 - 2 | Busto Arsizio | 25-14, 17-25, 25-19, 21-25, 21-19 |
| Quarti di finale (ritorno) - 13 gennaio 2013 PalaYamamay, Busto Arsizio | Busto Arsizio | 3 - 1 | Imoco         | 25-18, 23-25, 25-19, 25-22        |
| Semifinali - 16 marzo 2013 PalaWhirlpool, Varese                        | Busto Arsizio | 2 - 3 | Villa Cortese | 21-25, 25-23, 22-25, 25-19, 11-15 |

### Supercoppa italiana

#### Fase ad eliminazione diretta
| Finale - 13 ottobre 2012 PalaGeorge, Montichiari | Busto Arsizio | 3 - 2 | Villa Cortese | 20-25, 25-21, 21-25, 25-21, 15-12 |

### Champions League

#### Fase a gironi
| 1ª giornata - 24 ottobre 2012 Sala Polivalenta, Bucarest         | Dinamo Bucarest | 1 - 3 | Busto Arsizio   | 23-25, 15-25, 25-14, 22-25        |
| 2ª giornata - 1º novembre 2012 PalaYamamay, Busto Arsizio        | Busto Arsizio   | 1 - 3 | Galatasaray     | 19-25, 25-20, 22-25, 20-25        |
| 3ª giornata - 13 novembre 2012 Palais des Sports, Mulhouse       | ASPTT Mulhouse  | 1 - 3 | Busto Arsizio   | 19-25, 28-30, 25-20, 20-25        |
| 4ª giornata - 22 novembre 2012 PalaYamamay, Busto Arsizio        | Busto Arsizio   | 3 - 0 | ASPTT Mulhouse  | 25-13, 25-20, 25-17               |
| 5ª giornata - 6 dicembre 2012 Burhan Felek Spor Salonu, Istanbul | Galatasaray     | 3 - 2 | Busto Arsizio   | 23-25, 25-19, 25-18, 19-25, 15-13 |
| 6ª giornata - 11 dicembre 2012 PalaYamamay, Busto Arsizio        | Busto Arsizio   | 3 - 0 | Dinamo Bucarest | 25-21, 26-24, 25-11               |

#### Fase ad eliminazione diretta
| Play-off a 12 (andata) - 16 gennaio 2013 Arena Schwerin, Schwerin    | Schweriner    | 3 - 2 | Busto Arsizio | 11-25, 25-22, 25-17, 13-25, 15-13            |
| Play-off a 12 (ritorno) - 24 gennaio 2013 PalaYamamay, Busto Arsizio | Busto Arsizio | 3 - 1 | Schweriner    | 25-23, 25-21, 18-25, 25-18 Golden set: 15-10 |
| Play-off a 6 (andata) - 5 febbraio 2013 PalaYamamay, Busto Arsizio   | Busto Arsizio | 3 - 2 | Azərreyl      | 25-17, 16-25, 20-25, 25-23, 15-8             |
| Play-off a 6 (ritorno) - 13 febbraio 2013 Sports Games Palace, Baku  | Azərreyl      | 3 - 0 | Busto Arsizio | 25-23, 25-18, 25-21 Golden set: 11-15        |
| Semifinali - 9 marzo 2013 Burhan Felek Spor Salonu, Istanbul         | Rabitə Baku   | 3 - 2 | Busto Arsizio | 25-14, 25-16, 27-29, 19-25, 15-6             |
| Finale 3º posto - 10 marzo 2013 Burhan Felek Spor Salonu, Istanbul   | Galatasaray   | 2 - 3 | Busto Arsizio | 21-25, 15-25, 25-23, 25-22, 11-15            |

## Statistiche

### Statistiche di squadra
| Competizione        | Punti | In casa | In casa | In casa | In trasferta | In trasferta | In trasferta | Totale | Totale | Totale |
| Competizione        | Punti | G       | V       | P       | G            | V            | P            | G      | V      | P      |
| ------------------- | ----- | ------- | ------- | ------- | ------------ | ------------ | ------------ | ------ | ------ | ------ |
| Serie A1            | 46    | 12      | 11      | 1       | 11           | 7            | 4            | 23     | 18     | 5      |
| Coppa Italia        | -     | 1       | 1       | 0       | 1            | 0            | 1            | 3      | 1      | 2      |
| Supercoppa italiana | -     | -       | -       | -       | -            | -            | -            | 1      | 1      | 0      |
| Champions League    | 13    | 5       | 4       | 1       | 5            | 2            | 3            | 12     | 7      | 5      |
| Totale              | -     | 18      | 16      | 2       | 17           | 9            | 8            | 39     | 27     | 12     |

G = partite giocate; V = partite vinte; P = partite perse

### Statistiche dei giocatori
| Giocatore     | Serie A1 | Serie A1 | Serie A1 | Serie A1 | Serie A1 | Coppa Italia | Coppa Italia | Coppa Italia | Coppa Italia | Coppa Italia | Supercoppa italiana | Supercoppa italiana | Supercoppa italiana | Supercoppa italiana | Supercoppa italiana | Champions League | Champions League | Champions League | Champions League | Champions League | Totale | Totale | Totale | Totale | Totale |
| Giocatore     | P        | PT       | AV       | MV       | BV       | P            | PT           | AV           | MV           | BV           | P                   | PT                  | AV                  | MV                  | BV                  | P                | PT               | AV               | MV               | BV               | P      | PT     | AV     | MV     | BV     |
| ------------- | -------- | -------- | -------- | -------- | -------- | ------------ | ------------ | ------------ | ------------ | ------------ | ------------------- | ------------------- | ------------------- | ------------------- | ------------------- | ---------------- | ---------------- | ---------------- | ---------------- | ---------------- | ------ | ------ | ------ | ------ | ------ |
| V. Arrighetti | 22       | 230      | 168      | 59       | 3        | 3            | 44           | 29           | 15           | 0            | 1                   | 15                  | 10                  | 5                   | 0                   | 11               | 126              | 83               | 37               | 6                | 37     | 415    | 290    | 116    | 9      |
| C. Bauer      | 23       | 291      | 239      | 41       | 11       | 3            | 41           | 34           | 5            | 2            | 1                   | 12                  | 11                  | 1                   | 0                   | 12               | 143              | 119              | 20               | 4                | 39     | 487    | 403    | 67     | 17     |
| V. Bisconti   | 21       | 1        | -        | -        | 1        | 3            | -            | -            | -            | -            | 1                   | -                   | -                   | -                   | -                   | 11               | -                | -                | -                | -                | 36     | 1      | 0      | 0      | 1      |
| B. Brinker    | 18       | 165      | 132      | 19       | 14       | 3            | 35           | 31           | 3            | 1            | 1                   | 14                  | 11                  | 1                   | 2                   | 11               | 95               | 73               | 10               | 12               | 33     | 309    | 247    | 33     | 39     |
| V. Caracuta   | 22       | 27       | 13       | 8        | 6        | 3            | 4            | 1            | 2            | 1            | 1                   | 1                   | 0                   | 1                   | 0                   | 10               | 6                | 1                | 1                | 4                | 36     | 38     | 15     | 12     | 11     |
| J. Faucette   | 20       | 161      | 138      | 17       | 6        | 3            | 13           | 12           | 1            | 0            | 1                   | 3                   | 2                   | 1                   | 0                   | 11               | 65               | 57               | 6                | 2                | 35     | 242    | 209    | 25     | 8      |
| A. Grbac      | 6        | 9        | 5        | 0        | 4        | -            | -            | -            | -            | -            | -                   | -                   | -                   | -                   | -                   | -                | -                | -                | -                | -                | 6      | 9      | 5      | 0      | 4      |
| M. Kozuch     | 23       | 367      | 315      | 30       | 22       | 3            | 53           | 50           | 2            | 1            | 1                   | 23                  | 21                  | 2                   | 0                   | 12               | 164              | 129              | 14               | 21               | 39     | 607    | 515    | 48     | 44     |
| G. Leonardi   | 23       | -        | -        | -        | -        | 3            | -            | -            | -            | -            | 1                   | -                   | -                   | -                   | -                   | 12               | -                | -                | -                | -                | 39     | -      | -      | -      | -      |
| C. Lloyd      | 6        | 20       | 10       | 10       | 0        | 1            | 3            | 2            | 1            | 0            | 0                   | 0                   | 0                   | 0                   | 0                   | 7                | 17               | 9                | 6                | 2                | 14     | 40     | 21     | 17     | 2      |
| G. Lombardo   | 12       | 47       | 44       | 1        | 2        | 3            | 7            | 7            | 0            | 0            | 0                   | 0                   | 0                   | 0                   | 0                   | 10               | 11               | 9                | 2                | 0                | 25     | 65     | 60     | 3      | 2      |
| F. Marcon     | 23       | 144      | 128      | 12       | 4        | 3            | 36           | 35           | 1            | 0            | 1                   | 14                  | 11                  | 2                   | 1                   | 12               | 94               | 80               | 7                | 7                | 39     | 288    | 254    | 22     | 12     |
| G. Pisani     | 8        | 28       | 18       | 10       | 0        | 2            | 1            | 0            | 1            | 0            | 0                   | 0                   | 0                   | 0                   | 0                   | 2                | 10               | 4                | 5                | 1                | 12     | 39     | 22     | 16     | 1      |

P = presenze; PT = punti totali; AV = attacchi vincenti; MV = muri vincenti; BV = battute vincenti